# Gaubertin
Gaubertin é uma comuna francesa na região administrativa do Centro, no departamento Loiret. Estende-se por uma área de 7,25 km². Em 2010 a comuna tinha 262 habitantes (densidade: 36,1 hab./km²).